# Deuda Eterna
Deuda Eterna est un jeu de société cubain inspiré du Monopoly. Les joueurs tiennent le rôle de gouvernements de pays du Tiers-Monde et ont pour objectif de renverser le Fonds monétaire international. Pour le spécialiste Jaime Poniachik, le jeu n'aurait pas soulevé l'enthousiasme des joueurs,. En effet, il ne disposerait pas d'un mécanisme de jeu attractif et interactif,. De plus, le jeu serait difficile à se procurer, notamment en raison de son prix élevé,.